# Bruc-sur-Aff
Bruc-sur-Aff (bret. Brug) – miejscowość i gmina we Francji, w regionie Bretania, w departamencie Ille-et-Vilaine.
Według danych na rok 1990 gminę zamieszkiwało 778 osób, a gęstość zaludnienia wynosiła 37 osób/km² (wśród 1269 gmin Bretanii Bruc-sur-Aff plasuje się na 678. miejscu pod względem liczby ludności, natomiast pod względem powierzchni na miejscu 474.).